# 和碩和恵公主
和碩和恵公主（わせきわけいこうしゅ、1714年11月16日 - 1731年11月2日）は、清の公主で、雍正帝の養女。実父は怡親王胤祥。生母は嫡福晋（正室）のジョーギャ（兆佳）氏（Joogiya hala）。

## 生涯
康熙53年10月10日（1714年11月16日）に生まれた。実父は祖父の康熙帝に幽禁され、彼女は叔父の雍親王胤禛（後の雍正帝）に育てられた。雍正7年12月（西暦で1730年）、雍正帝の養女として和碩和恵公主に封ぜられ、ハルハのボルジギン氏の多爾済塞布騰と結婚した。男子を1人産んだ。
雍正9年10月3日（1731年11月2日）、公主は薨去した。

## 男子
- サンジャイドルジ（桑斎多爾済）

## 登場作品
- 『宮廷女官 若曦』：承歓